# 李國聲
李國聲（英語：Lee Kwok Sing，約1960年—2023年）是一位香港出生的聾人，他是聾人機構「龍耳」的諮詢委員會成員。根據他的回憶，他在小時候不慎撞傷頭部，這個意外事故導致失聰。

## 簡歷
李國聲在接受無綫電視節目「500日後」和「新聞透視」訪問時透露，他小時候不小心從雙層床的上層掉下來，不幸撞傷頭部，從此失去聽覺。在他年輕時，他是一名跨境貨車司機，但現在已經退休。
他曾經患有血癌，但他成功戰勝這場病魔。康復後，他積極參與聾人機構「龍耳」的義工服務和童軍活動，因而得到不少嘉許狀。此外，他也具備教授手語的能力，並接受多家傳媒的訪問，希望能讓更多人了解聾人的世界。
他的太太和兩個子女都是健聽人士。由於子女不在香港，他們無法長期陪伴在他身邊，但他們互相照顧著。直到2023年，李國聲在家中去世。

## 傳媒報導
李國聲過去曾提出多個倡導議題，其中包括手語推廣、視像手語翻譯服務、火警閃燈和正視醫療手譯服務等。他在這些議題上接受傳媒的訪問。

### 手語推廣
李國聲曾在香港警務處擔任聾人大使，他接受「警聲」訪問時表示，他的工作包括教授警員基本的手語，並透過角色扮演和分享聾人報案時遇到的困難，以增強警員與聾人之間的溝通技巧。此外，他還介紹一款名為「龍耳手譯寶」的手機應用程式，這款應用程式方便警員尋找手語翻譯服務。這些分享活動被認為能提高警員協助聾人的信心，使他們在前線工作時能更有效地處理聾人的求助。

### 視像手語翻譯服務
李國聲曾被確診患有血癌，因此需要定期到醫院進行覆診。然而，他只懂手語，這在覆診時造成很大的困難。在接受政府新聞網訪問時，他表示醫生經常戴著口罩，而且所寫的訊息通常是英文術語，這使得他無法理解。他曾試圖用文字與護士溝通，但卻無法被理解。為能夠與醫護人員進行溝通，李國聲經常需要求助親友或手語翻譯員陪同他前往醫院，但由於他住在偏遠地區，這並非每次都能如願。
為解決這個問題，非牟利社會服務機構「龍耳」得到政府資訊科技總監辦公室的資助，開發一個名為「龍耳手譯寶」的免費應用程式。該應用程式通過視像通訊提供即時的手語翻譯服務，成為聾人和健聽人之間的橋樑。李國聲在訪問中表示，現在即使獨自前往醫院，他也不再擔心與醫生之間會出現誤解。手語翻譯員可以透過視像通訊替他傳達身體狀況，同時也能清楚地傳達醫生的囑咐。

### 火警閃燈
李國聲在接受訪問時提到，兩年前他居住的天水圍天慈邨大廈低層單位發生一起火災。他當時正在睡夢中，直到妻子拍醒他後才意識到情況的嚴重性。他看到消防車到達現場後才意識到火災的嚴重程度。事後，他向房屋署提出要求，在他的住所安裝火警閃燈，但相關職員對此並不清楚。
對於香港公共屋邨的逃生設備不足，聾人在緊急情況下可以向警方發送992 (緊急短訊求助)，但使用者需要提前進行登記，並且在更改電話號碼或轉換網絡供應商後需要重新登記。當警方接到短訊後，他們會要求報案人提供全名、身份證號碼和詳細位置，整個過程需要大約十到十五分鐘的時間。李國聲指出，雖然他已經登記過，但在實際使用時經常遇到困難，因此他更多地向健全人士尋求幫助，請求代為報警。

### 戴口罩無法溝通
李國聲指出，自從長時間佩戴口罩以來，聾人似乎面臨著孤立的困境。以前，他們可以透過口型來和他人問候，例如早上可以用口型說早晨！然而現在由於看不到嘴部表情，他們很容易被誤解為不友善或不悅的表情。在搭乘小巴時，司機問是否有人要下車，聾人也無法示意給司機看到。李國聲直言，在佩戴口罩的情況下，聾人感到自己的生活變得封閉，誤解的發生頻繁。他還記得一次遺失身份證，向警方尋求協助時，由於雙方都戴著口罩，他的手語動作稍微大一些，幾乎被誤解為具有攻擊性。

### 正視醫療手譯服務
2014年，李國聲是一位從事送貨工作的人。在一次搬貨時，他不慎從貨車上摔下來，隨後被送往急症室接受治療。不幸的是，當時沒有手語傳譯員在場，這使得他難以與醫護人員進行有效的溝通。他只能用手指指向腰部並皺著眉頭，試圖表達自己正在經受劇痛。
在這次意外發生後，李國聲接受抽血檢查，結果顯示他患有血癌，需要住院接受治療。然而，他當時並不知道醫院是否提供手語傳譯服務，同時醫院也沒有主動提供傳譯員。在住院的半年時間裡，他只能依賴他的兒子幫助他進行溝通。
他過去多次因血癌併發症入住急症室，但從未成功申請到緊急手語傳譯服務。每次他寫字向醫院方面要求手語傳譯員時，醫護人員只是叫他等待，然後沒有進一步的回應。他希望醫院管理局能夠重視醫療手譯服務的問題。

## 外部連結
- 龍耳委員李國聲先生辭世
- 有聲無聲講你聽：耆英帥靚正！